# Parastasia hitomi
Parastasia hitomi är en skalbaggsart som beskrevs av Yuiti Wada 1999. Parastasia hitomi ingår i släktet Parastasia och familjen Rutelidae. Inga underarter finns listade i Catalogue of Life.